# Крута Балка (селище)
Крута́ Ба́лка — селище Ясинуватської міської громади Донецького району Донецькій області, Україна. Населення становить 305 осіб.

## Загальні відомості
Відстань до центру громади становить близько 5 км і проходить автошляхом місцевого значення.
Землі села межують через автошлях E50 на півдні із Ясинуватою, а на заході через Н20 із територією Авдіївки Донецької області.

## Історія
У березні 2016 року селище було звільнене від терористів «ДНР»[неавторитетне джерело]. 28 грудня 2016-го під час бою з терористами загинув 1 військовик ЗСУ.
10 січня 2022 року Під Крутою Балкою підірвалися двоє військово службовців ЗСУ, Лейтенант Супрун Ілля Костянтинович, Старший Солдат Петренко Віталій Іванович.

## Населення

### Мова
Розподіл населення за рідною мовою за даними перепису 2001 року:
| Мова       | Кількість | Відсоток |
| ---------- | --------- | -------- |
| російська  | 276       | 90.49%   |
| українська | 29        | 9.51%    |
| Усього     | 305       | 100%     |

За даними перепису 2001 року населення селища становило 305 осіб, з них 9,51 % зазначили рідною мову українську, а 90,49 % — російську.